# Schlachtgeschwader
Schlachtgeschwader foi a denominação de determinadas asas de ataque ar-solo da Luftwaffe.

## Lista das Schlachtgeschwader
- Schlachtgeschwader 1[2]
- Schlachtgeschwader 2[2]
- Schlachtgeschwader 3[2]
- Schlachtgeschwader 4[2]
- Schlachtgeschwader 5[2]
- Schlachtgeschwader 9[2]
- Schlachtgeschwader 10[2]
- Schlachtgeschwader 77[2]
- Schlachtgeschwader 101[2]
- Schlachtgeschwader 102[2]
- Schlachtgeschwader 103[2]
- Schlachtgeschwader 104[2]
- Schlachtgeschwader 111[2]
- Schlachtgeschwader 151[2]
- Schlachtgeschwader 152[2]